# Bisbat de Gubbio
El bisbat de Gubbio (italià: diocesi di Gubbio; llatí: Dioecesis Eugubina) és una seu sufragània de l'Arquebisbat de Perusa-Città della Pieve de l'Església catòlica que pertany a la regió eclesiàstica Úmbria. El 2006 tenia 47.200 batejats d'un total de 48.000 habitants. Actualment està regida pel bisbe Mario Ceccobelli.

## Territori
La diòcesi comprèn el territori de diversos municipis de les províncies de Perusa i Pesaro i Urbino: Cantiano, Costacciaro, Gubbio, Scheggia e Pascelupo, Umbertide i Valfabbrica.
Limita amb el bisbat de Città di Castello (a nord i a est), Perusa-Città della Pieve i Assís-Nocera Umbra-Gualdo Tadino (al sud) i Fano-Fossombrone-Cagli-Pergola (a oest).
La seu arquebisbal es troba a la ciutat de Gubbio, on es troba la basílica catedral dels Sants Marià i Jaume; sobre el mont Ingino, que corona Gubbio, es troba la basílica de Sant Ubald.
El territori està dividit en 4 vicariats i 39 parròquies.

## Història
Mitjançant els escrits de sant Jeroni tenim la certesa de l'existència d'una diòcesi a Gubbio almenys des del segle iv, sent per tant, pel que fa a la fundació, un dels més antics del centre d'Itàlia.
Vers a la segona meitat del segle v va tenir lloc el martiri del soldat Verecondo, sobre la tomba del qual sorgí una abadia benedictina. Cap a final del segle v les restes de set màrtirs africans Secondo, Secondino, Agapito, Emiliano, Antonio, Tertulla, Mariano i Giacomo) van ser portats a Gubbio: per a dos d'aquests màrtirs (Giacomo i Mariano) sant Agustí havia pronunciat dos sermons. Al voltant del culte a aquests dos sants es consolidà la identitat eclesial de la ciutat i molts bisbes de Gubbio de l'època van ser citats com a Episcopus Sancti Mariani.
El primer bisbe històricament documentat és Decenzio, mencionat a una carta del Papa Innocenci I del 416, a la qual el pontífex es refereix als praedecessores tui, indici que altres bisbes havien precedit a Decenzio, com a mínim des del segle iv. El segon bisbe conegut és Gaudioso, mencionat en una carta del Gregori Magne del 599 com a visitador de l'església de Tadinum. A la darreria de l'edat antiga i a l'alta edat mitjana la diòcesi formava part de la zona d'influència de Ravenna, en estar situada al corredor que unia les parts septentrional i meridional de l'Exarcat de Ravenna.
La invasió dels magiars i dels àvars del 917 va causar un dany irreparable a la ciutat i al territori i arrasà el que quedava de l'antic esplendor. El renaixement eclesiàstic i territorial es deu principalment a l'atracció de nombrosos monestirs al pas del segle x a l'xi (San Donat de Pulpiano, fundat per monjos irlandesos, Santa Maria di Sitria i Fonte Avellana camaldulesos, esdevingueren centres d'atracció cultural gràcies a Pere Damià).
Al bisbe Ubaldo Baldassini (1129-1160) se li deu la reconstrucció de la ciutat i la catedral (destruïda per un incendi el 1126), la reforma i renaixement espiritual del clergat, dels canonges catedralicis (que adoptaren la regla Portuensa) i del poble, l'organització de les parròquies rurals i la defensa de les llibertats civils. Sant Ubald és el patró de la ciutat.
A la primera meitat del segle xv, durant gairebé un segle, Gubbio va ser la primera ciutat del ducat dels Montefeltro i Della Rovere, i la seu va ser ocupada per una sèrie de bisbes cardenals de primer nivell en la història de l'Església (Girolamo i Francesco Della Rovere, Antonio Ferrero, Federico Fregoso, Pietro Bembo, Giacomo Savelli o Marcello Cervini, elegit papa sota el nom de Marcel II).
El bisbe Marcello Cervini (1544-1555) i el seu successor Giacomo Savelli (1555-1560) van marcar un renaixement per a la vida eclesiàstica: van formar el capítol catedralici i la cúria episcopal, van crear l'arxiu i el seminari diocesans, van reorganitzar la xarxa parroquial, van aplicar les noves disciplines litúrgiques, van reformar la disciplina clerical i van començar les seves visites pastorals.
Amb l'extinció de la dinastia dels della Rovere i el retorn a Gubbio a la dependència directa de Roma, s'inicià el declivi de la ciutat que esdevingué un petit centre de província: la diòcesi passà d'estar immediatament subjecta a la Santa Seu a ser sufragània del metropolità d'Urbino (4 de juny de 1563). No obstant això, els bisbes de Gubbio no van acceptar de bon grat aquesta situació, considerant-se sempre com a subjectes a la Santa Seu. Els desacords entre el metropolità d'Urbino i el bisbe de Gubbio es van perllongar fins al segle xviii, quan el Papa Benet XIII va haver d'intervenir novament el 23 de maig de 1725 per reafirmar els drets metropolitans de l'arquebisbat d'Urbino sobre la seu de Gubbio.
Entre els bisbes posteriors de Gubbio cal destacar Alessandro Sperelli (1644-1671) qui va fer restaurar la catedral (reconsagrada el 22 de setembre de 1652) i erigí la capella de la Mare de Déu, funda el primer nucli de la biblioteca Sperelliana i celebrà un important sínode; i Giuseppe Pecci (1841-1855), que va rebre el capel cardenalici i va tenir una part considerable en la redacció del document mitjançant el qual Pius IX proclamà el dogma de la Immaculada Concepció i l'elaboració del Sillabo.
Amb l'erecció de la diòcesi de Pergola el 1818, va perdre una part important del seu territori històric sobre el marge de les Marques, incloent-hi l'abadia de Fonte Avellana; però a canvi d'aquesta pèrdua, la diòcesi tornà a quedar subjecta immediatament a la Seu Apostòlica.
El 15 d'agost de 1972 la diòcesi passà a formar part de la província eclesiàstica de l'arquebisbat de Perusa.
Entre 1972 i 1981 la diòcesi quedà unida in persona episcopi a la de Città di Castello amb el bisbe Cesare Pagani.
Des del 2014, un antic lligam d'història i de fe que es remunta a l'edat mitjana, uní la parròquia de Villa Garibaldi, a la província de Màntua, a la diòcesi de Gubbio.

## Cronologia episcopal
- Decenzio † (mencionat el 416)
- Gaudioso † (mencionat el 599)
- Fiorenzo † (mencionat el 769)
- Bennato † (mencionat el 826)
- Erfo † (mencionat el 853)
- Arsenio † (mencionat el 855)
- Domenico † (mencionat el 861)
- Giovanni † (mencionat el 968)
- Giuliano † (mencionat el 1032)
- Guido † (mencionat el 1057)
- Rodolfo † (mencionat el 1059)
- Pietro † (mencionat el 1060)
- Rodolfo, O.S.B. † (1061 vers - d'octubre de 1066 mort)
- Mainardo † (mencionat el 1066)
- Ugo † (1070 - 1074 cmort)
- Domenico, O.S.B. † (1075 - ?)
- Rustico † (mencionat al març de 1097)
- Giovanni da Lodi, O.S.B. † (1105 - 7 de setembre de 1106 mort)
- Giovanni † (1106 - ?)
- Stefano † (mencionat al de març de 1126)
- Ubaldo Baldassini † (1129 - 16 de maig de 1160 mort)
- Teobaldo Balbi, O.S.B. † (1160 - 1179 nomenat arquebisbe de Zara)
- Offredo, O.S.B. † (1179 - després de 1184)
- Bentivoglio † (mencionat el 1188)
- Marco, O.S.B. † (després de juny de 1195 - 26 de gener de 1200 mort)
- Alberto † (1200 - 1206 mort)
- Beat Villano, O.S.B. † (26 de novembre de 1206 - després de 1237 mort)
- Giacomo, O.F.M. † (abans de l'agost de 1240 - vers 1276 mort)
- Benvenuto, O.F.M. † (5 de juny de 1278 - vers 1294 mort)
- Ventura † (28 de març de 1295 - de novembre de 1302 mort)
- Giovanni Bervaldi, Orde de Predicadors (O.P.) † (mencionat el 1305)
- Francesco † (abans de 1313 - després de 1325 mort)
- Pietro de' Gabrielli † (8 d'agost de 1327 - 1344 ? mort)
- Hugues Le Baille, Orde de Sant Agustí (O.E.S.A) † (15 de juliol de 1345 - 9 de desembre de 1345 nomenat bisbe de Tolone)
- Francesco d'Amelia † (7 d'abril de 1346 - de setembre de 1346 mort)
- Vasino Rolando, O.F.M. † (2 d'octubre de 1346 - 14 de juny de 1350 nomenat arquebisbe de Càpua)
- Giovanni Morlaco, O.F.M. † (19 de novembre de 1350 - 27 de març de 1370 nomenat bisbe de Riez)
- Giovanni Aldobrandini (Benzi de Florència), O.P. † (22 d'abril de 1370 - 1377 ? mort)
- Gabriele Gabrielli, O.S.B. † (13 d'abril de 1377 - d'octubre de 1383 mort)
  - Adam, O.F.M. † (20 de juliol de 1384 - ?) (antibisbe)
  - Arnaud, O.F.M. † (24 de gener de 1388 - ?) (antibisbe)
- Lorenzo Corvini † (vers 1384 - 29 de novembre de 1390 nomenat bisbe de Spoleto)
- Bertrando d'Alagno † (4 de gener de 1391 - 14 d'abril de 1401[3] nomenat arquebisbe d'Amalfi)
- Matteo da Fabriano, O.F.M. † (26 de gener de 1401 - 1405 mort)
- Francesco Billi † (13 de gener de 1406 - 1444 mort)
- Antonio Severi † (15 de juliol de 1444 - 8 d'abril de 1472 mort)
- Leonardo Griffo † (24 d'abril de 1472 - 23 de setembre de 1482 nomenat arquebisbe de Benevent)
  - Girolamo Basso della Rovere † (23 de setembre de 1482 - 3 de gener de 1492 dimití) (administrador apostòlic)
- Francesco della Rovere † (9 de gener de 1492 - 13 d'agost de 1504 nomenat bisbe de Mende)
- Antonio Ferrero † (13 d'agost de 1504 - 23 de juliol de 1508 mort)
  - Federico Fregoso † (28 de juliol de 1508 - 22 de juliol de 1541 mort) (administrador apostòlic)
  - Pietro Bembo, O.S.Io.Hier. † (29 de juliol de 1541 - 18 de febrer de 1544 nomenat bisbe de Bèrgam) (administrador apostòlic)
- Marcello Cervini † (29 de febrer de 1544 - 9 d'abril de 1555 elegit papa amb el nom de Marcel II)
  - Giacomo Savelli † (29 de maig de 1555 - 6 de febrer de 1556 dimití) (administrador apostòlic)
- Mariano Savelli † (6 de febrer de 1556 - 19 de setembre de 1599 mort)
- Andrea Sorbolonghi † (15 de març de 1600 - 13 d'abril de 1616 mort)
- Alessandro del Monte † (18 de juliol de 1616 - 14 de juny de 1628 mort)
- Pietro Carpegna † (11 de desembre de 1628 - 19 de juny de 1630 mort)
- Ulderico Carpegna † (23 de setembre de 1630 - 11 d'octubre de 1638 nomenat bisbe de Todi)
- Orazio Monaldi † (2 de maig de 1639 - 14 de desembre de 1643 nomenat bisbe de Perusa)
- Alessandro Sperelli † (14 de març de 1644 - 19 de gener de 1672 mort)
- Carlo Vincenzo Toti † (27 de juny de 1672 - 28 de febrer de 1690 mort)
- Sebastiano Pompeo Bonaventura † (27 de novembre de 1690 - 15 de novembre de 1706 nomenat bisbe de Montefiascone e Corneto)
- Fabio Mancinforte † (11 d'abril de 1707 - 23 de setembre de 1725 dimití)
- Sostegno Maria Cavalli, O.S.M. † (26 de setembre de 1725 - 15 d'agost de 1747 mort)
- Giacomo Cingari † (20 de novembre de 1747 - 17 de juny de 1768 mort)
- Paolo Orefici † (19 de setembre de 1768 - 17 d'octubre de 1784 mort)
- Ottavio Angelelli † (14 de febrer de 1785 - 6 de març de 1809 mort)
  - Sede vacante (1809-1814)
- Mario Ancajani † (26 de setembre de 1814 - 27 de juny de 1821 nomenat arquebisbe de Spoleto)
- Vincenzo Massi † (27 de juny de 1821 - 22 de novembre de 1839 dimití i nomenat arquebisbe titular de Tessalònica)
- Giuseppe Pecci † (1 de març de 1841 - 21 de gener de 1855 mort)
- Innocenzo Sannibale † (23 de març de 1855 - 9 d'abril de 1891 mort)
- Luigi Lazzareschi † (1 de juny de 1891 - 18 de març de 1895 dimití)
- Macario Sorini † (18 de març de 1895 - 19 d'abril de 1900 dimití)
- Angelo Maria Dolci † (19 d'abril de 1900 - 9 de desembre de 1906 dimití i nomenat bisbe titular de Nazianz)
- Giovanni Battista Nasalli Rocca di Corneliano † (25 de gener de 1907 - 6 de desembre de 1916 dimití i nomenat arquebisbe titular de Tebe)
- Carlo Taccetti † (22 de març de 1917 - 6 d'abril de 1920 mort)
- Pio Leonardo Navarra † (16 de desembre de 1920 - 29 de gener de 1932 nomenat bisbe de Terracina, Priverno e Sezze)
- Beniamino Ubaldi † (30 de març de 1932 - 14 de gener de 1965 mort)
  - Sede vacante (1965-1972)
- Cesare Pagani † (22 de gener de 1972 - 21 de novembre de 1981 nomenat arquebisbe de Perusa e Città della Pieve)
- Ennio Antonelli (25 de maig de 1982 - 6 d'octubre de 1988 nomenat arquebisbe de Perusa-Città della Pieve)
- Pietro Bottaccioli (26 d'abril de 1989 - 23 de desembre de 2004 jubilat)
- Mario Ceccobelli, des del 23 de desembre de 2004

## Estadístiques
El 2006, l'arxidiòcesi tenia 47.200 batejats sobre una població de 48.000 persones, equivalent al 98,3% del total.
| any  | població | població | població | sacerdots | sacerdots       | sacerdots       | sacerdots             | diaques | religiosos | religiosos | parroquies |
| ---- | -------- | -------- | -------- | --------- | --------------- | --------------- | --------------------- | ------- | ---------- | ---------- | ---------- |
| any  | batejats | total    | %        | total     | clergat secular | clergat regular | batejats por sacerdot | diaques | homes      | dones      |            |
| 1950 | 55.000   | 55.000   | 100,0    | 82        | 53              | 29              | 670                   |         | 32         | 154        | 65         |
| 1970 | 48.000   | 48.000   | 100,0    | 73        | 54              | 19              | 657                   |         | 21         | 130        | 67         |
| 1980 | 47.150   | 47.200   | 99,9     | 68        | 47              | 21              | 693                   |         | 23         | 96         | 67         |
| 1990 | 47.950   | 48.000   | 99,9     | 62        | 41              | 21              | 773                   | 1       | 21         | 65         | 40         |
| 1999 | 47.900   | 48.000   | 99,8     | 58        | 38              | 20              | 825                   | 7       | 23         | 112        | 40         |
| 2000 | 47.800   | 48.000   | 99,6     | 56        | 36              | 20              | 853                   | 7       | 21         | 111        | 40         |
| 2001 | 47.800   | 48.000   | 99,6     | 58        | 38              | 20              | 824                   | 7       | 22         | 113        | 40         |
| 2002 | 47.800   | 48.000   | 99,6     | 52        | 32              | 20              | 919                   | 7       | 22         | 83         | 40         |
| 2003 | 47.200   | 48.000   | 98,3     | 51        | 31              | 20              | 925                   | 7       | 20         | 87         | 40         |
| 2004 | 47.200   | 48.000   | 98,3     | 50        | 31              | 19              | 944                   | 8       | 19         | 87         | 39         |
| 2006 | 47.200   | 48.000   | 98,3     | 47        | 28              | 19              | 1.004                 | 12      | 21         | 86         | 39         |